# Dorfkirche Schadewitz

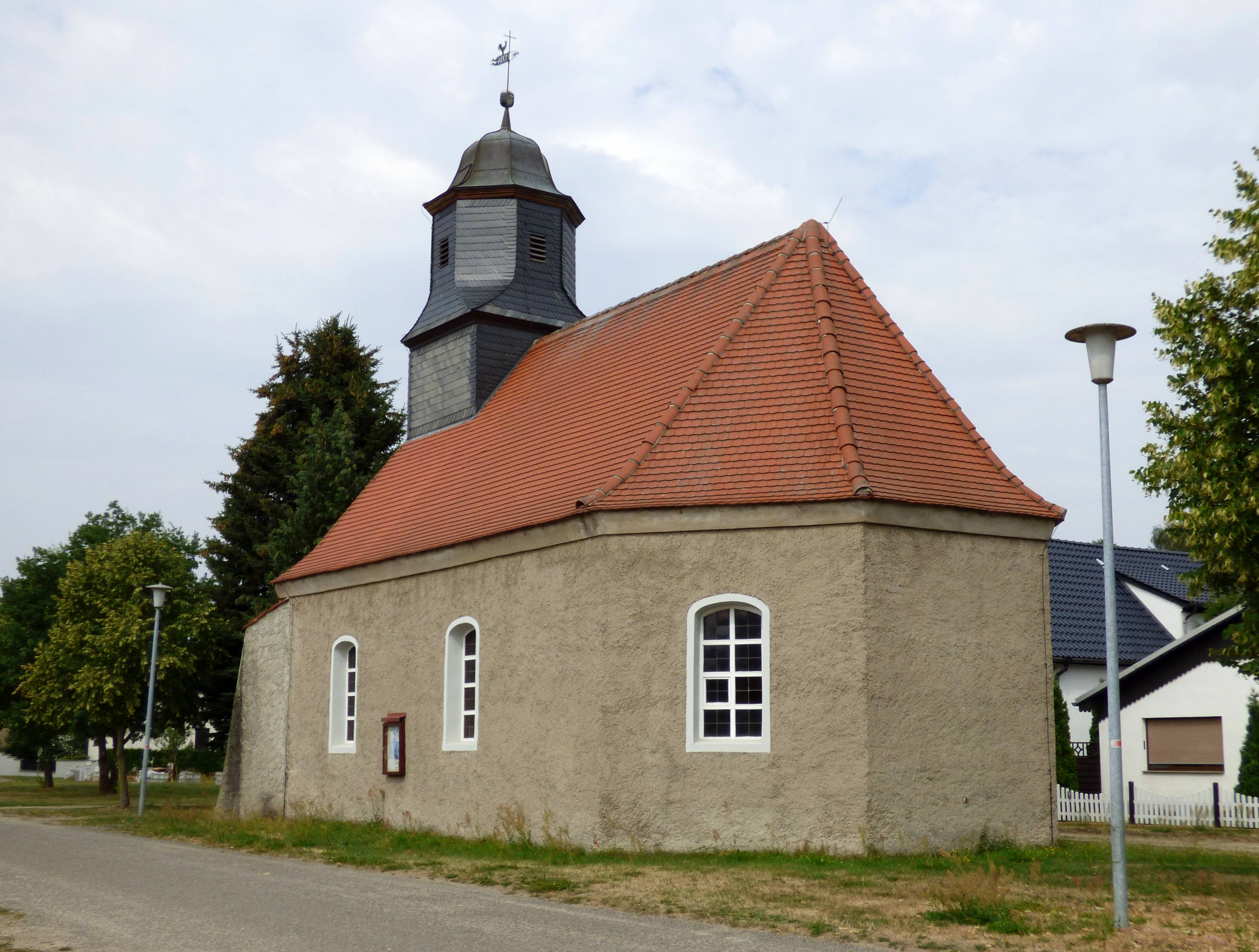
Dorfkirche Schadewitz

Die evangelisch-lutherische Dorfkirche Schadewitz ist ein denkmalgeschütztes Kirchengebäude in Schadewitz, einem Ortsteil der Gemeinde Schönborn im südbrandenburgischen Landkreis Elbe-Elster. Hier ist das in seiner heutigen Form in der zweiten Hälfte des 18. Jahrhunderts entstandene Bauwerk auf dem Dorfanger zu finden.

## Baubeschreibung und -geschichte

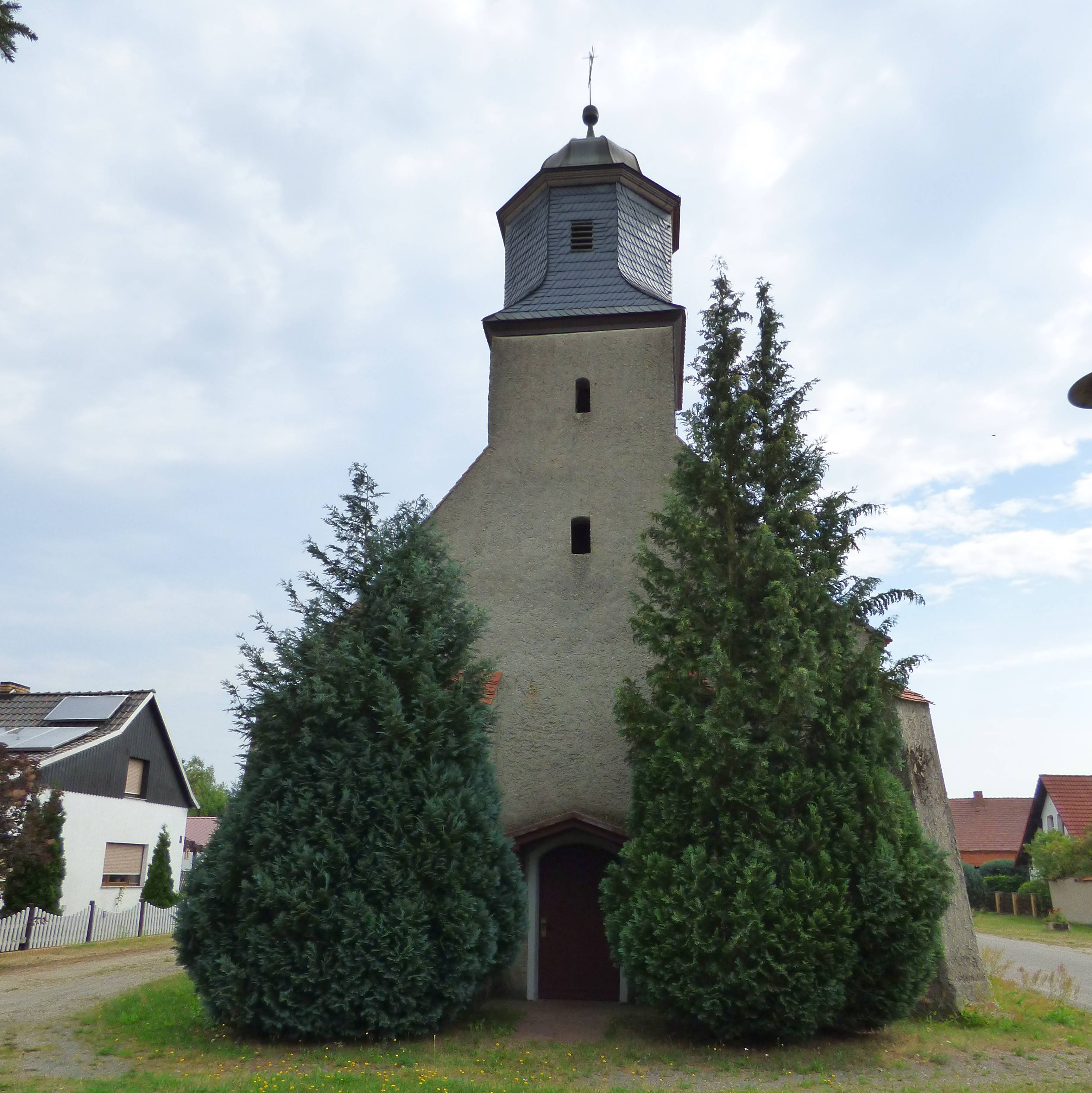
Die Westseite mit dem Eingangsportal der Kirche.

Ursprünglich befand sich am Standort eine Holzfachwerkkirche. Die heutige Schadwitzer Kirche ist ein schlichter verputzter Saalbau aus Feldstein mit dreiseitigem Ostschluss aus dem Jahre 1784. Im Westen des Bauwerks fügt sich ein verschieferter Dachturm mit oktogonaler Schweifhaube auf einem quadratischen Sockel an.
Das Innere der Kirche ist von einer dreiseitigen Empore geprägt. Sie besitzt eine bauzeitliche Ausstattung, bestehend aus einem hölzernen Kanzelaltar, Taufe und Pfarrstuhl.
Eine ursprünglich vorhandene kleine in Torgau gegossene Glocke wurde während des Ersten Weltkrieges im Jahre 1914 eingeschmolzen. Nach der Wende wurde 1996 das Kirchendach neu eingedeckt.
Die Schadewitzer Kirchengemeinde gehört zum Pfarrsprengel Tröbitz im Kirchenkreis Niederlausitz der Evangelischen Kirche Berlin-Brandenburg-schlesische Oberlausitz. Sie gründete im Jahr 1991 zusammen mit den Kirchengemeinden von Tröbitz und Schilda die Diakoniestation Doberlug-Kirchhain.